# Lake Placid (New York)
Lake Placid (englisch für „ruhiger See“) ist ein See im Essex County des US-Bundesstaates New York.
Der Lake Placid liegt in den Adirondack Mountains auf einer Höhe von 566 m.
Zwei zentral im See gelegene größere Inseln – Buck Island im Südwesten und Moose Island im Nordosten – gliedern diesen in einen Ost- und in einen Westteil.
Der 8,8 km große See ist abflussreguliert.
Der nördliche Teil der gleichnamigen Stadt Lake Placid, die nach dem See benannt wurde, liegt an dessen Südufer.
In einer Bucht nördlich der Stadt Lake Placid entwässert der Outlet Brook den See. Dieser mündet im Zentrum von Lake Placid in den Chubb River, einen linken Nebenfluss des West Branch Ausable River.

## Nutzung
Der See ist gleichzeitig auch eine Trinkwasserquelle der Stadt, die daher stark auf die Wasserqualität achtet.
Weiterhin befinden sich auch ca. 300 Ferienhäuser am Seeufer, die zu einem erheblichen Teil nur mit einem Boot erreicht werden können, aber den größten Teil des Jahres leer stehen.
Der See wird von verschiedenen Gebirgsquellen und -bächen gespeist.

## Einzelnachweise

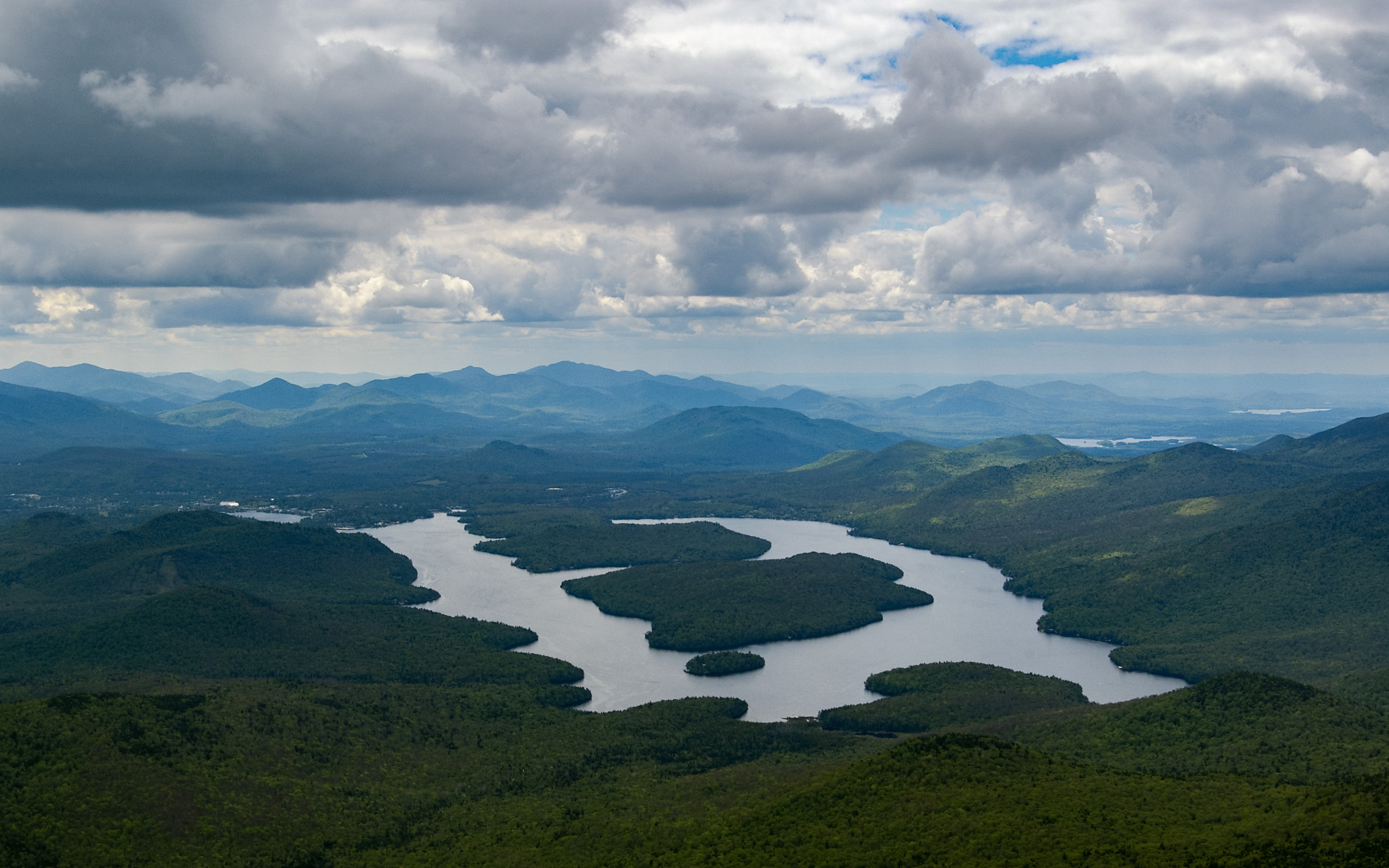
Der See vom Whiteface Mountain aus
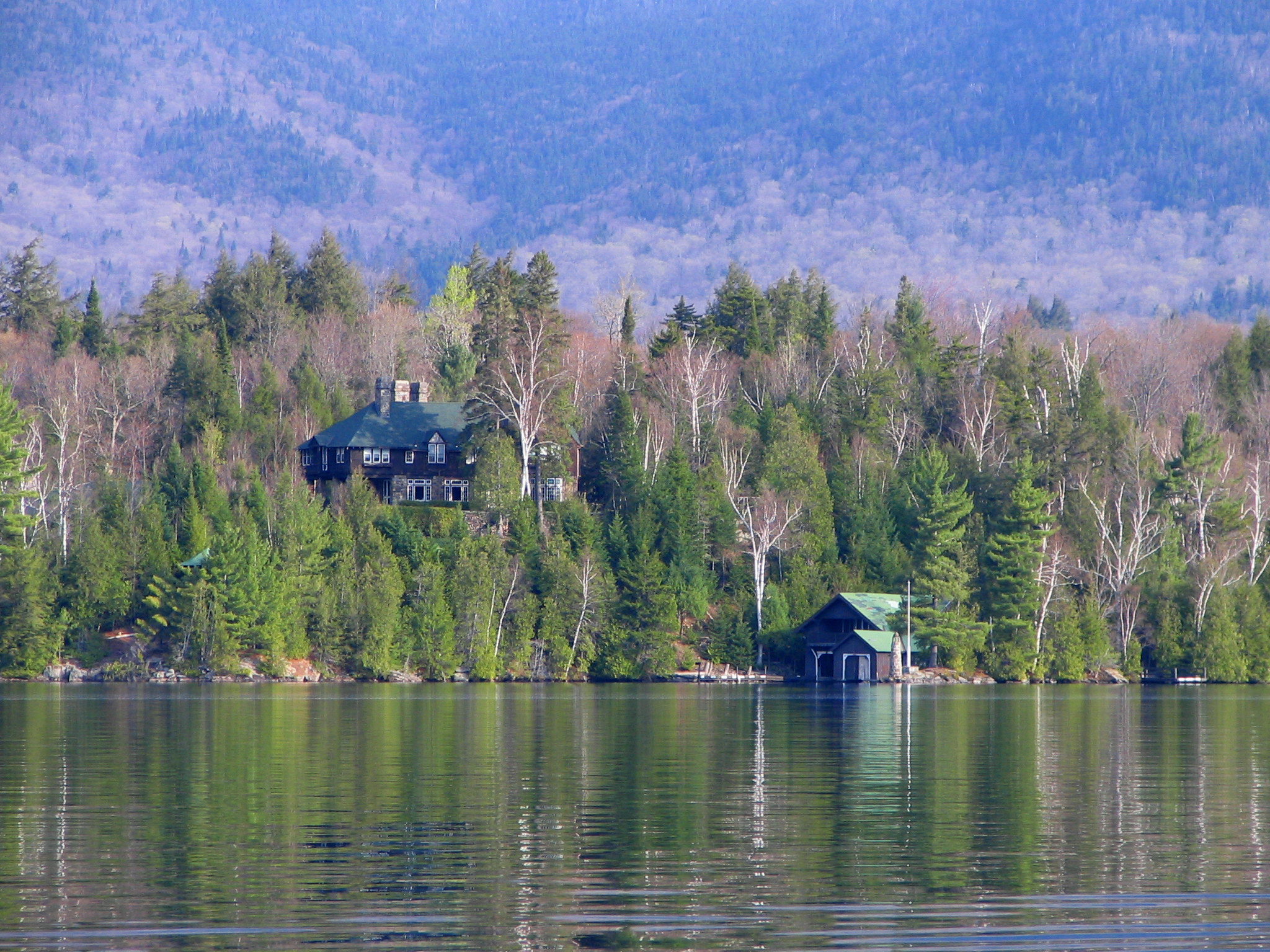
Haus auf Buck Island
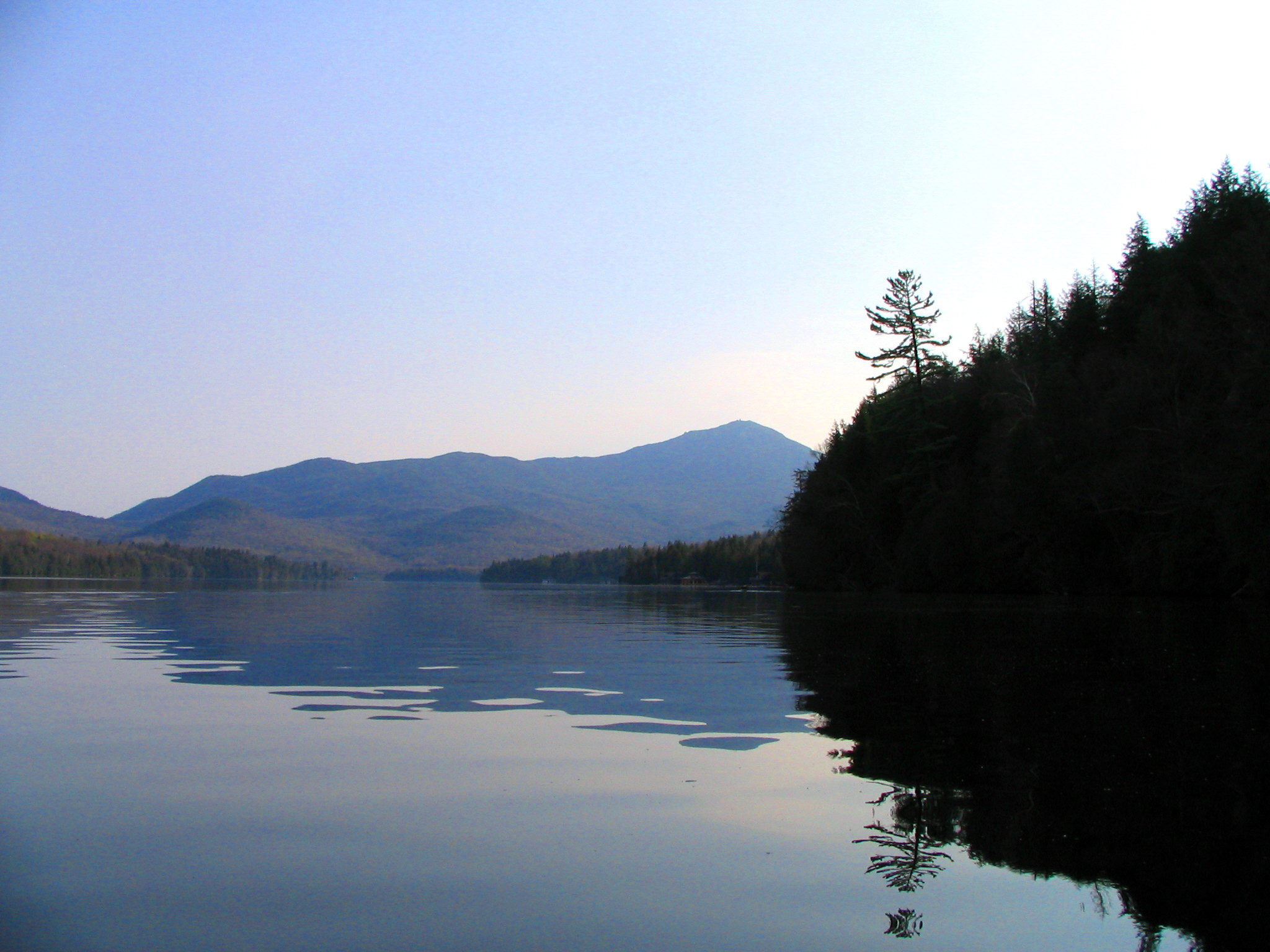
Whiteface Mountain vom Nordende des Sees aus
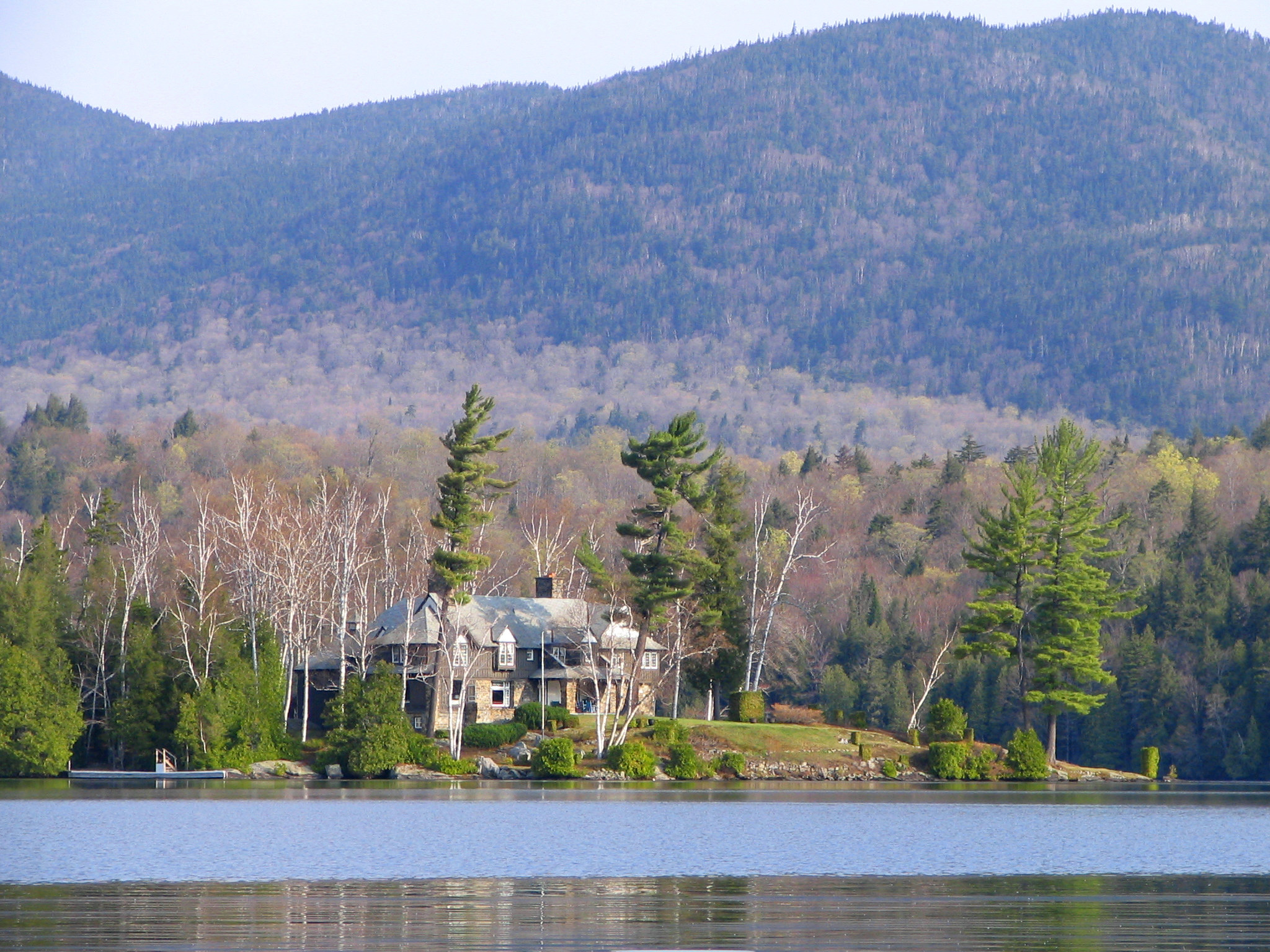
Haus auf Buck Island
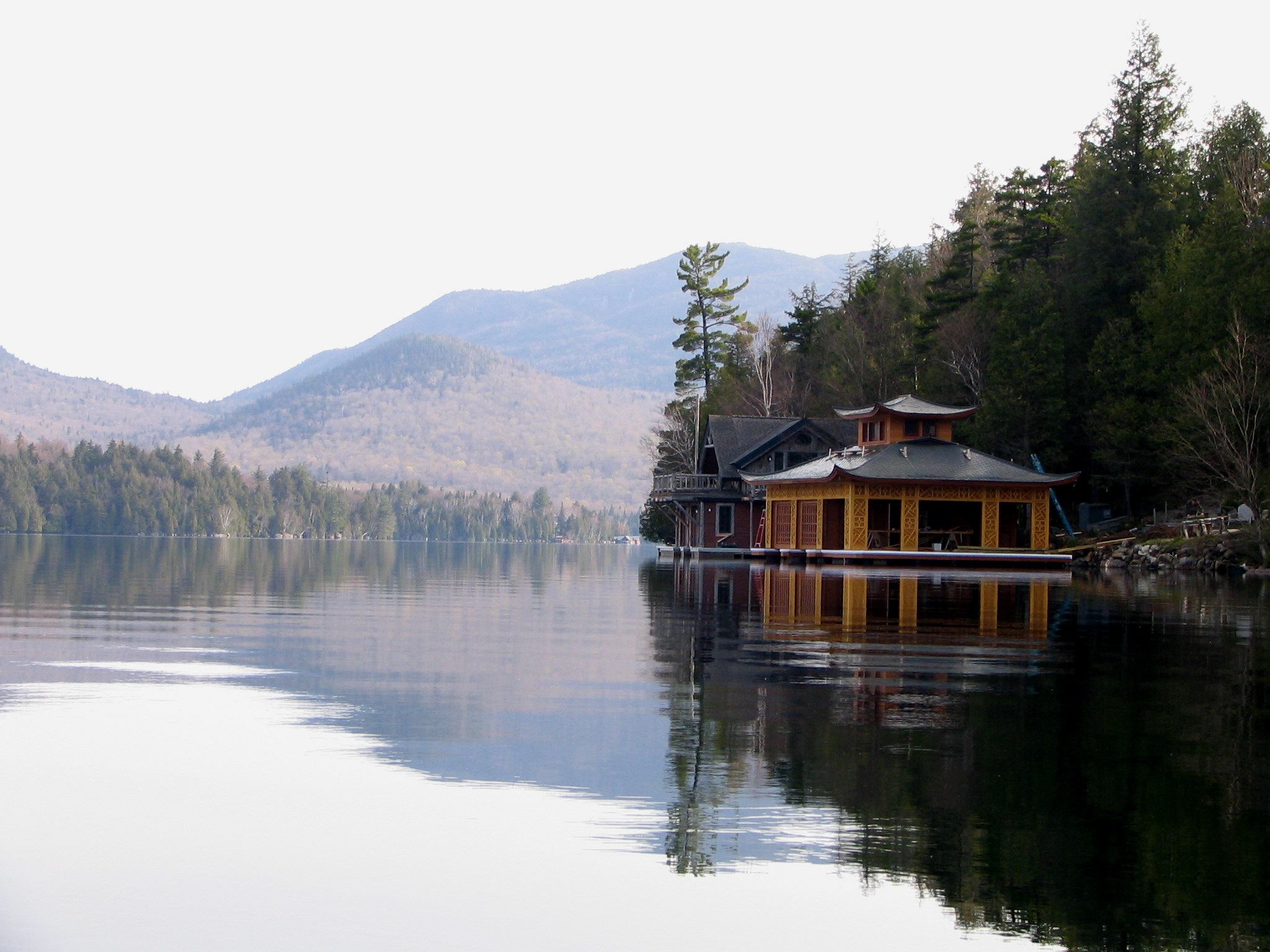
Neue und alte Bootshäuser